# Блатен хибискус
Блатен хибискус (Hibiscus moscheutos), наричан още воден хибискус, е вид цъфтящо растение от семейство Слезови (Malvaceae). Видът не е застрашен от изчезване.

## Разпространение
Блатния хибискус се среща във влажните зони на източните Съединени щати от Тексас до атлантическите щати, като територията му се простира на север до южно Онтарио.